# 파리스 그린
파리스 그린(Paris green)은 화학식 Cu(C2H3O2)2·3Cu(AsO2)2을 갖는 무기 화합물이다. 녹색 색소로서 슈바인푸르트 그린(Schweinfurt green), 에메랄드 그린(emerald green), 비엔나 그린(Vienna green)으로도 부른다. 매우 독성도가 높은 에메랄드-녹색의 결정 가루이며 쥐약과 살충제로서 사용되고 있으며 독성에도 불구하고 안료로서도 사용된다.